# Lenculenstraat
De Lenculenstraat (Maastrichts: Linkelestraot) is een straat in het centrum van de Nederlandse stad Maastricht. In de straat bevinden zich 23 rijksmonumenten.

## Ligging
De Lenculenstraat ligt in de wijk Maastricht-Centrum, waar ze de grens vormt tussen de buurten Binnenstad en Jekerkwartier. De straat zelf behoort in zijn geheel bij de Binnenstad, maar de zuidelijke straatwand (oneven huisnummers) wordt tot het Jekerkwartier gerekend. De straat loopt van de Kapoenstraat tot aan de Ezelmarkt, Minderbroedersberg en de Tongersestraat waarin hij overgaat. Zijstraten van de Lenculenstraat zijn de Verwerhoek en de Bouillonstraat. De straat is ongeveer 170 meter lang.

## Geschiedenis
De herkomst van de naam van de straat is niet zeker. Vermoed wordt dat de naam 'Lenculen' een verbastering is van 'leimculen' (leemkuilen), een plaats waar leem werd gewonnen, waarna diepe kuilen achterbleven. Deze kuilen zijn bij diverse archeologische opgravingen ook aangetroffen.
De Lenculenstraat werd in de middeleeuwen aangeduid als Neerlenculen of Alde Lenculen. De Tongersestraat, die pas in de 14e eeuw binnen de ommuurde stad werd gebracht, heette Hoegh Lenculen. Beide straten lagen in de middeleeuwen aan de hoofdweg naar Tongeren (voorheen was dat de Brusselsestraat, die het tracé van de Romeinse Via Belgica volgde).
De Lenculenstraat eindigde aanvankelijk bij de Lenculenpoort, de zuidwestelijke stadspoort in de eerste middeleeuwse stadsmuur, die vanaf 1229 tot stand kwam. Door de bouw van de tweede stadsmuur vanaf eind 13e eeuw verloor deze een deel van zijn functie. Aan het westeinde van de Tongersestraat werd toen de Tongersepoort gebouwd, aanvankelijk aangeduid als Nieuwe Lenculenpoort. De (Oude) Lenculenpoort bleef gewoon bestaan en werd nog eeuwenlang onderhouden als onderdeel van de reserve-verdedigingslinie. In 1734 werd de poort afgebroken.

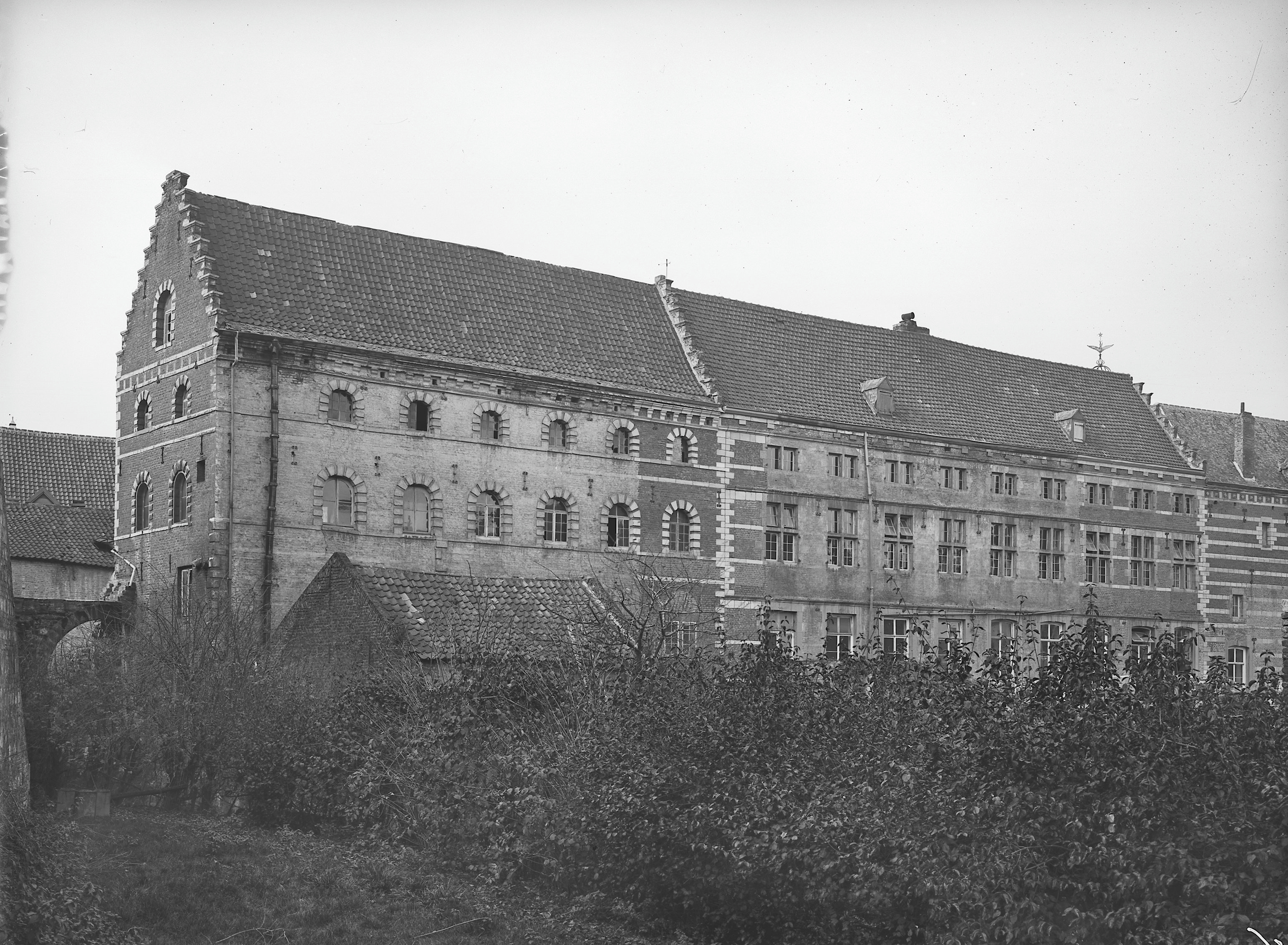
Verbouwing gereformeerd weeshuis, 1913

Vlak bij de Lenculenpoort lag van 1690 tot 1913 het protestants (of gereformeerd) weeshuis. In 1913 was hier de voorloper van het Bonnefantenmuseum gevestigd. Ertegenover werd een ulo-school gebouwd in een aangepast bouwstijl. In 1950 vestigde zich hier de Toneelacademie Maastricht. Aanvankelijk werden de gebouwen gedeeld met andere culturele instellingen; vanaf 1985 kon de gerenommeerde school over het hele complex beschikken. Niet ver hier vandaan lag vanaf 1698 het Rooms-katholiek weeshuis. Aanvankelijk werd het beheerd door de Zusters van Sint-Annadal, daarna door het Burgerlijk Armbestuur en van 1839 tot 1948 door de Liefdezusters van de Heilige Carolus Borromeus ("Zusters Onder de Bogen"). In 1962 vestigden zich de Zusters Augustinessen van Sint-Monica in het leegstaande weeshuis met bijbehorende kapel. De zusters hielden zich bezig met de opvang van dakloze vrouwen en meisjes, met name van ongehuwde moeders en hun kinderen. Daarnaast verrichtten zij parochiewerk. In 2005 werd het klooster opgeheven.

## Bezienswaardigheden

### Rijksmonumenten
De Lenculenstraat ligt binnen het beschermd stadsgezicht van Maastricht. In de straat liggen 23 rijksmonumenten. Op enkele plekken zijn nog resten te zien van de eerste stadsmuur uit de 13e eeuw, bijvoorbeeld in een muur van het gereformeerd weeshuis, tegenwoordig Toneelacademie Maastricht. De westelijke vleugel van dit gebouw in Maaslandse renaissancestijl dateert uit de late 17e eeuw. De oostelijke vleugel in neorenaissancestijl kwam in 1913 tot stand.
Van het voormalige R.K. Weeshuis, later Augustinessenklooster en tegenwoordig Hof van Sint-Monica genoemd, zijn nog grote delen bewaard gebleven. Het hoekhuis dateert van vóór 1650. Aansluitend ligt aan de Lenculenstraat een neoclassicistische toegangspoort van Naamse steen uit het begin van de 19e eeuw. Daarnaast ligt een brede, wit gesausde baksteengevel met hardstenen vensteromlijstingen. De zijgevel aan de Verwerhoek is mogelijk 16e-eeuws. Aan de achterzijde ligt een neogotische kapel van Johannes Kayser uit circa 1900.
Het pand op nummer 34 heeft een fraaie 17e-eeuwse krulgevel met een Maaslands hoofdgestel met consoles. Andere 17e-eeuwse panden zijn nrs. 1, 10, 27 en 30. Ongeveer 13 gevels dateren uit de 18e eeuw. De rest is jonger, hoewel er soms oude panden schuilgaan achter relatief nieuwe gevels.
Een deel van het Oud Gouvernement, tegenwoordig rechtenfaculteit van de Universiteit Maastricht, bevindt zich eveneens aan de Lenculenstraat. Dit was ooit de hoofdingang van de voormalige Statenzaal, de vergaderzaal van Provinciale Staten, alsmede de kantoren van de gedeputeerden. De entree bestaat uit drie natuurstenen arcades in een omlijsting van Kunradersteen, versierd met beeldhouwwerk. In de zijvleugels bevonden zich ooit garages.

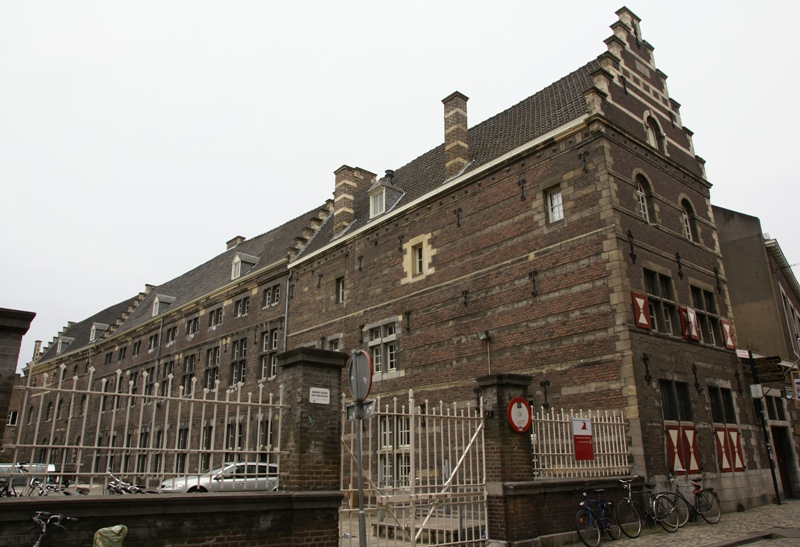
Toneelacademie Maastricht
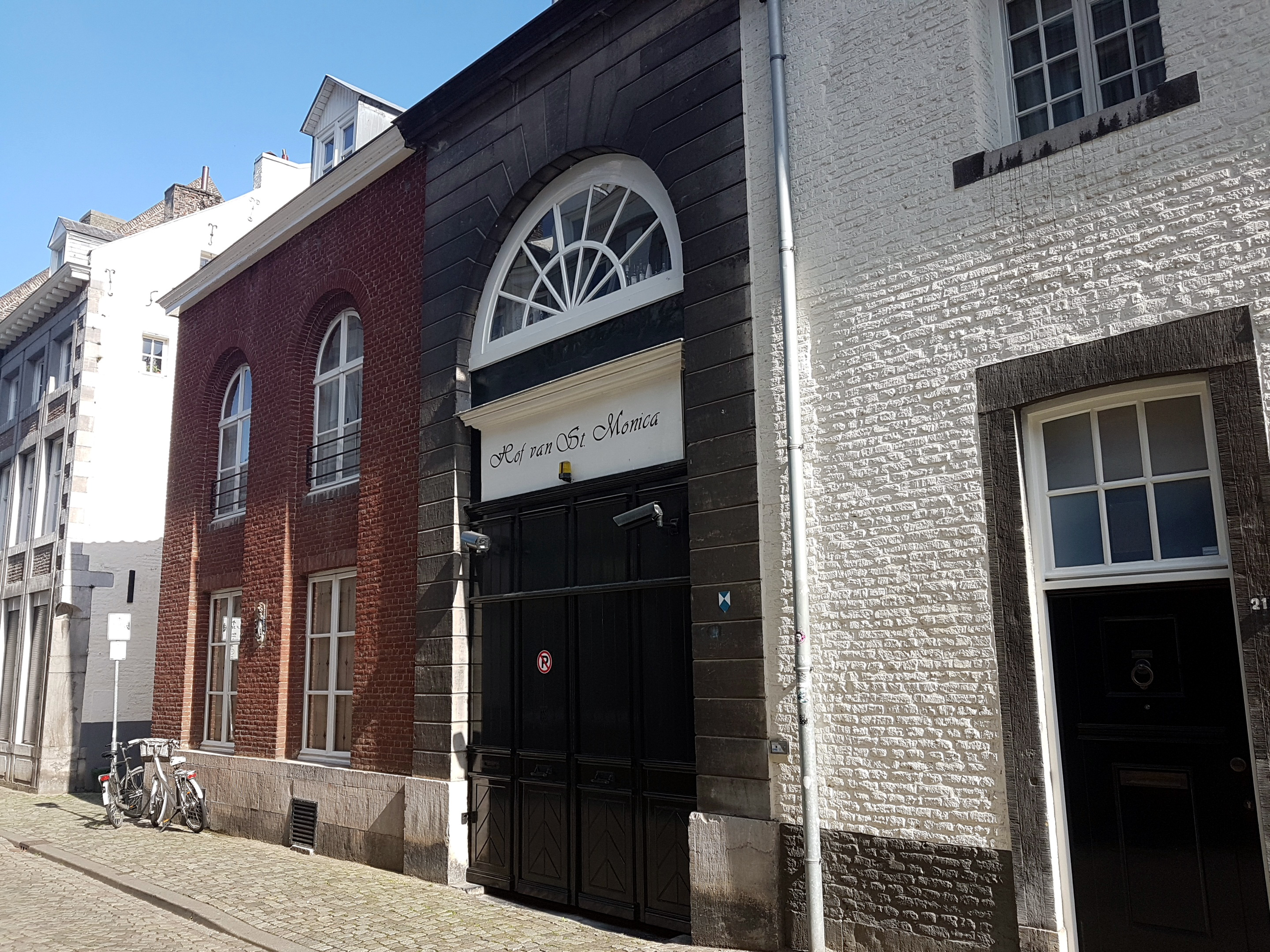
Hof van Sint-Monica
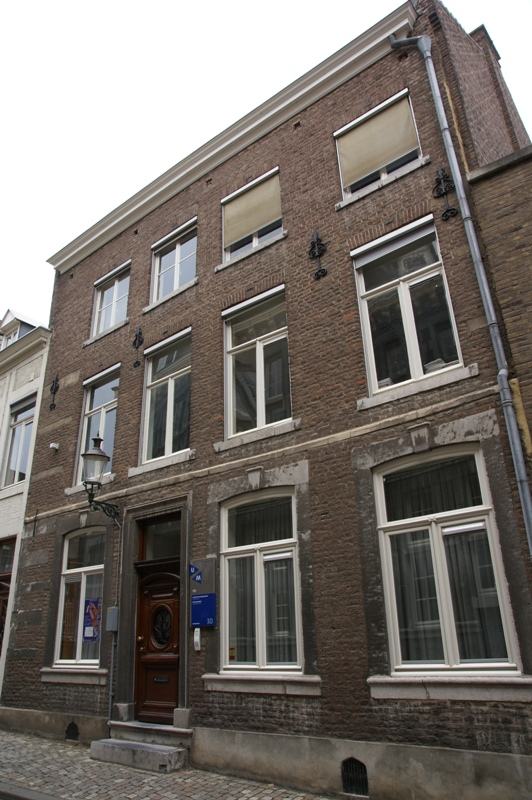
Lenculenstraat 30
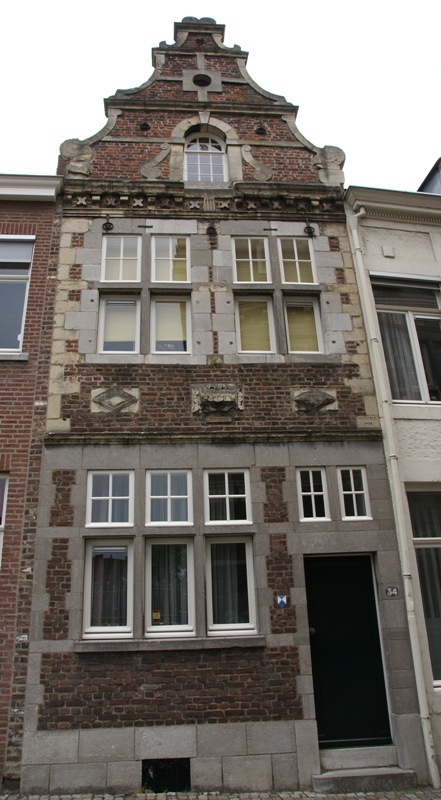
Lenculenstraat 34

### Gevelstenen, kunst in de openbare ruimte
In de Lenculenstraat bevinden zich drie gevelstenen. Bijzonder zijn de vrijwel identieke, gespiegelde gevelstenen van het hoekhuis Lenculenstraat/Kapoenstraat (nr. 1) met twee handen die zich naar elkaar lijken uit te strekken en het opschrift 17 37 D GULDE HANDT. De gevelsteen van nr. 10 heeft een banderol-achtige vorm met alleen een opschrift: 17 IN DEN WILDEMAN 37. Lenculenstraat 20 bezit een gevelsteen met daarop een ton, druiven en het jaartal 1737. Waarschijnlijk woonde hier een wijnhandelaar. Boven de ingang van nr. 18a is een tijdvers aangebracht met de Latijnse tekst: paCe faVente eXtrVCta DoMVs (begunstigd door de vrede is dit huis gebouwd). De Romeinse cijfers CVXVCDMV vormen bij elkaar opgeteld het jaartal 1725.
Aan de gevel van Lenculenstraat 21 (de Hof van Sint-Monica) is een plaquette van geglazuurd aardewerk aangebracht voorstellende de maagd Maria met het kindje Jezus Stella Duce. Het reliëf is in door 1947 Charles Vos vervaardigd om de bidweg van de Sterre der Zee zichtbaar te maken in het straatbeeld. Een sedes sapientiae van Jean Weerts op de hoek Lenculenstraat/Verwerhoek is verdwenen. Verderop, op de hoek met de Kapoenstraat is een halfvrijstaand beeldje van Maria geplaatst in een hoeknis. Het beeldje van Rob Stultiens uit 1946 met de titel Maria, bidt voor ons is ook onderdeel van de bidweg.
Het beeldhouwwerk bij de entree van het Oud Gouvernement is van de hand van Charles Vos. De drie beelden stellen een mijnwerker, het provinciewapen en een landbouwer voor. Hoog in de gevel bevindt zich een groot reliëf in zandsteen met het rijkswapen.

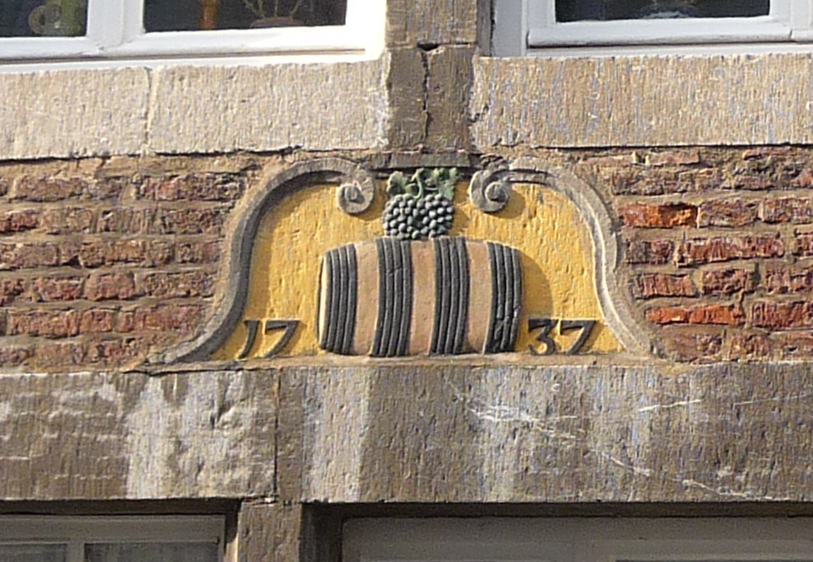
Gevelsteen Lenculenstraat 20
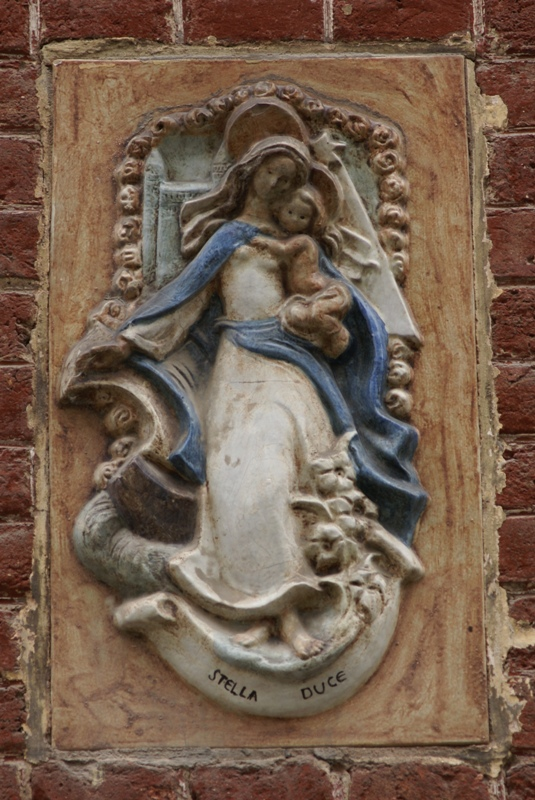
Reliëf Lenculenstraat 21
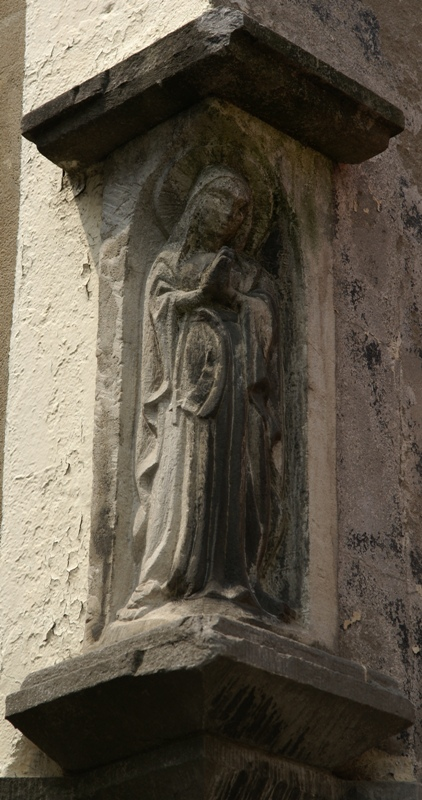
Mariabeeldje hoek Kapoenstraat
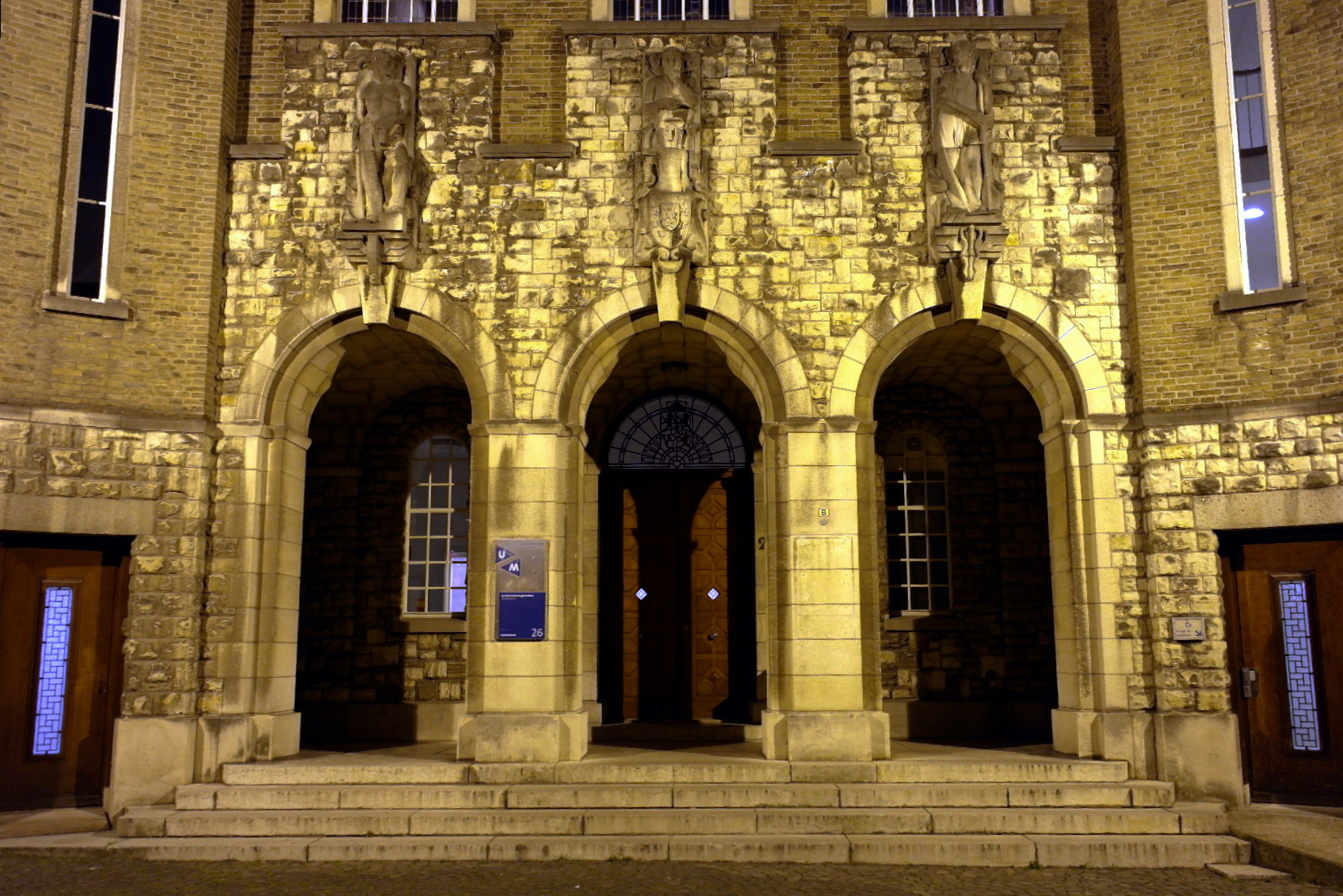
Entree Oud Gouvernement met reliëfs